# Araripesuchus
Araripesuchus — рід вимерлих крокодилоподібних, що існував у крейдяний період пізньої мезозойської ери приблизно від 125 до 66 мільйонів років тому. Araripesuchus, як правило, вважається нотозухієм (належить до клади Mesoeucrocodylia), що характеризується різними типами зубів і чіткими елементами черепа. Сім видів були віднесені до Araripesuchus, хоча стверджується, що філогенетичне положення цього роду є невизначеним і що потрібен таксономічний перегляд.

## Опис
За оцінками, A. wegeneri досягає 81 сантиметра в довжину, тоді як A. rattoides, за оцінками, досягає 1 метра. Araripesuchus можна відрізнити за їх боковими опуклими краями морди. Морда та передщелепна кістка також більш гладкі, ніж у більшості крокодилоподібних, без отворів або типової складчастої текстури. У цьому роду є сім дійсних видів, усі з дещо різною структурою верхньої чи зубної щелепи.